# SEB (musikgrupp)
SEB är en dansk popgrupp som består av tonåringarna Sebastian Øberg Nielsen, Magnus Kaiser och Mattias Okholm. De kommer från Allerød.
Bandet vann danska uttagningen av MGP Nordic och gick sedan vidare till finalen av MGP nordic som hölls i Sverige och kom vidare tillsammans med foz'n's som kom 2a, och tredjeplacerade WeMix.
I Sverige gjorde de ett bra framträdande och kom vidare till en "andra" omgång i finalen där totalt tre bidrag deltog. Gruppen vann sedan hela tävlingen med hela 127 poäng. I och med att de ställde upp i tävlingen, har bandet fått anhängare över resten av norden.

## Diskografi
- Tro På Os To
- Dig og Mig
- Jeg savner dig
- Fyr den af
- Hvor svært kan det være

## Album
- De tre Vindere